# Wan-Hoo (cràter)
Wan-Hoo és un cràter d'impacte situat a la cara oculta de la Lluna, de manera que no es pot veure directament des de la Terra. Es troba al sud-oest de l'enorme plana emmurallada de Hertzsprung, dins de la faldilla exterior de materials ejectats. Just a sud-oest de Wan-Hoo es troba el cràter més gran Paschen, i a poc més de dos diàmetres del cràter a al nord-oest apareix Sechenov.

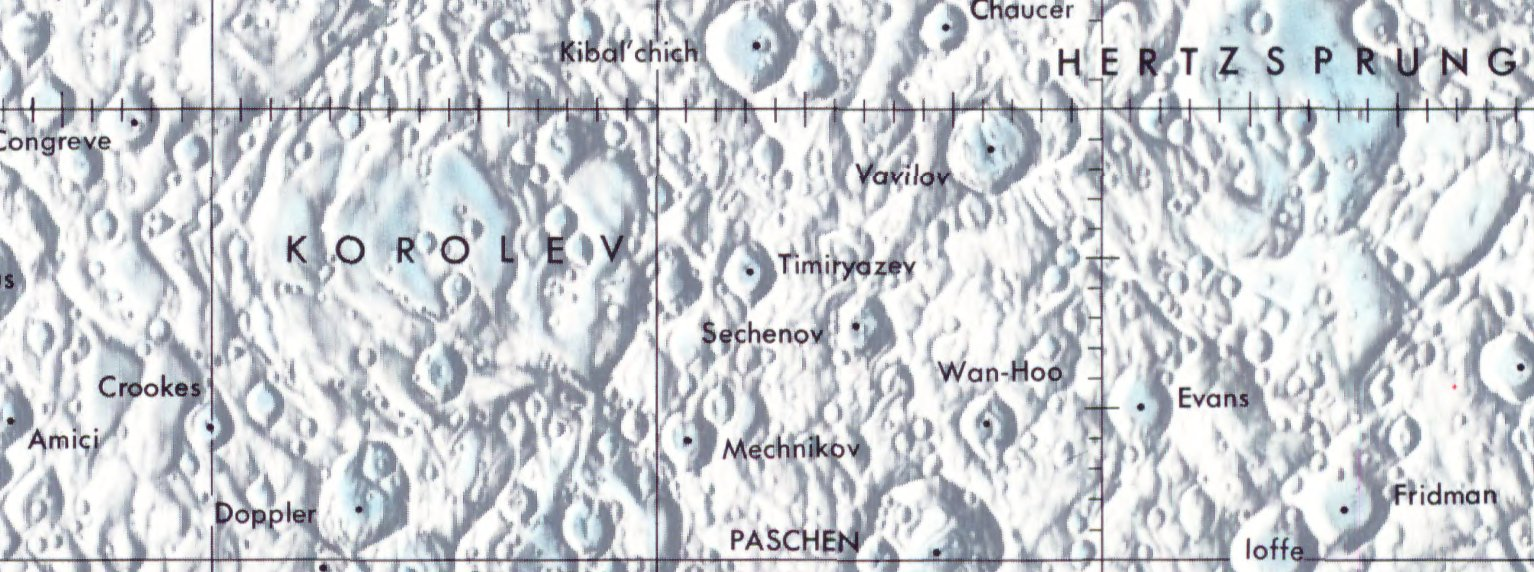
Localització de Wan-Hoo (sota el centre de la meitat dreta de la imatge)
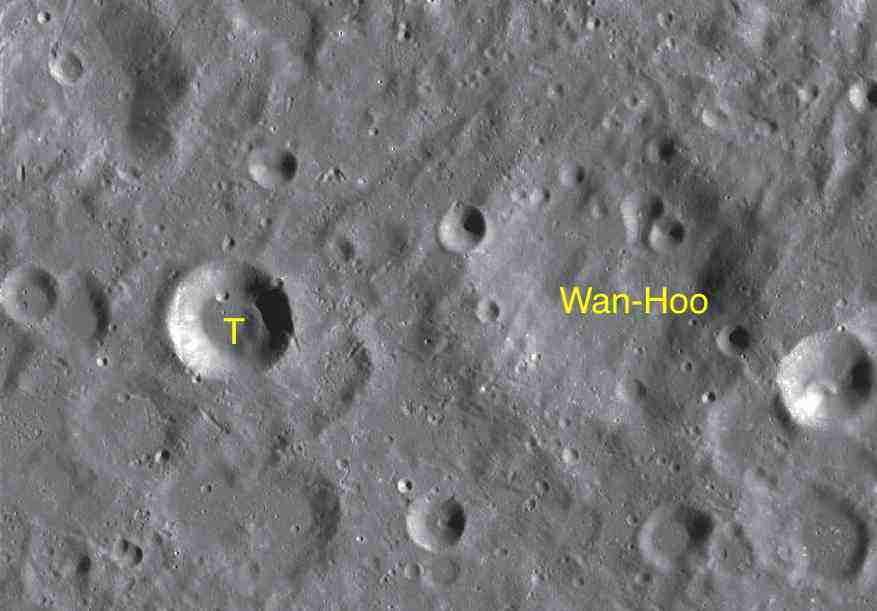
Cràters satèl·lit

Com a gran part de el terreny circumdant, aquest cràter ha estat modificat per les ejeccions de Hertzsprung, i el material d'aquest impacte envaeix les parets interiors i el propi interior de Wan-Hoo. Unit a la vora exterior est-sud-est es localitza un cràter satèl·lit gran, Evans Q, que pertany a Evans, situat més lluny cap a l'est. També s'observa un petit cràter, relativament recent, unit a sud-est, i un altre petit cràter en forma de copa en la vora occidental.

## Cràters satèl·lit
Per convenció aquests elements són identificats en els mapes lunars posant la lletra en el costat del punt central del cràter que està més proper a Wan-Hoo.
| Wan-Hoo | Coordenades                            | Diàmetre |
| ------- | -------------------------------------- | -------- |
| T       | 10° 00′ S, 123° 24′ O / 10.0°S,123.4°O | 21 km    |